# Vortimero
Vortimero foi um rei dos bretões, filho de Vortigerno.
Vortigerno, rei da Inglaterra desde 445, cometeu o erro de chamar para ajudá-lo os saxões, liderados por Hengist e Horsa. Em 454, Vortigerno associou-se no reinado a seu filho Vortimero, e em 455 os saxões estabelecem o Reino de Kent, com Hengist como seu primeiro rei.
Os bretões se refugiaram nas montanhas do País de Gales, atrás do rio Severn, onde resistiram durante o período de dominação dos saxões, a Heptarquia. O túmulo de Vortimero, filho de Vortigerno, foi construído na costa, uma marca de desafio aos saxões, que haviam sido derrotados três vezes por ele em Kent.

## Cronologia segundo George W. Bartle
- 449 - Batalha de Stamford, a aliança entre saxões, sob Hengist e Horsa, e bretões, sob Vortigerno, derrota os pictos e escotos.[4]
- 455 - Batalha de Aylesford, em Kent. Os saxões, sob Hengist e Horsa, provavelmente derrotam os bretões sob Vortimero. Horsa morre, e Hengist mata Catigerno, irmão mais novo de Vortimero.[4]
- 457 - Batalha de Crayford, em Kent. Hengist obtém uma vitória decisiva sobre Vortimero, que perde 4000 homens e a maior parte de seus oficiais.[4]
- 458 - Os bretões perdem a confiança em Vortimero, e pedem ajuda a Androen, rei de Amórica, que envia Ambrósio, descendente dos romanos, com dez mil homens.[4]
- 458 a 465 - Guerra civil entre os bretões. Termina com a divisão do país entre Ambrósio, que fica com a parte oeste, e Vortigerno e Vortimero, que ficam com a parte leste.[4]
- 466 - Batalha de Wipped's Feet em Ipswich. Os bretões, liderados por Vortimero e Ambrósio, lutam contra os saxões, com resultado incerto. A batalha tem o nome de um oficial de Hengist, chamado Wipped.[4]
- 475 - Vortimero morre envenenado por sua madrasta, Rowenna.[5]
- 485 - Vortigerno morre quando seu castelo, no País de Gales, é incendiado.[5]